# Meteorites
Meteorites — дванадцятий студійний альбом англійської групи Echo & the Bunnymen, який вийшов 3 червня 2014 року.

## Композиції
1. Meteorites - 5:12
2. Holy Moses - 3:43
3. Constantinople - 4:55
4. Is This a Breakdown? - 3:56
5. Grapes Upon the Vine - 3:37
6. Lovers On the Run - 4:46
7. Burn It Down - 3:57
8. Explosions - 4:37
9. Market Town - 7:38
10. New Horizons - 5:26

## Учасники запису
- Іен Маккаллох — вокал
- Уїлл Сарджент — гітара
- Стівен Бреннан — бас гітара
- Горді Гоуді — гітара
- Кері Джеймс — клавішні
- Ніколас Килрой — ударні